# Meri pictitarsis
Espèce
Synonymes
- Sadala pictitarsis Simon, 1880
- Olios pictitarsis (Simon, 1880)

Meri pictitarsis est une espèce d'araignées aranéomorphes de la famille des Sparassidae.

## Distribution
Cette espèce est endémique du Brésil. Elle se rencontre en Amazonas et au Roraima.

## Description
La carapace du mâle syntype mesure mesure 5,5 mm de long sur 5 mm et carapace de la femelle syntype 6,2 mm de long sur 5,6 mm.
Le mâle décrit par Rheims et Jäger en 2022 mesure 13,0 mm et la femelle 14,8 mm, les mâles mesurent de 9,8 à 13,0 mm et les femelles de 13,3 à 16,0 mm.

## Systématique et taxinomie
Cette espèce a été décrite sous le protonyme Sadala pictitarsis par Simon en 1880. Elle est placée dans le genre Sparassus par Simon en 1897, dans le genre Olios par Simon en 1903 puis dans le genre Meri par Rheims et Jäger en 2022.

## Publication originale
- Simon, 1880 : « Révision de la famille des Sparassidae (Arachnides). » Actes de la Société Linnéenne de Bordeaux, vol. 34, p. 223-351 (texte intégral).